# 都市自治体
都市自治体（としじちたい、英: municipal corporation）は、都市における自治体の形態や区分の一種。都市自治体は英語のmunicipal corporationあるいはcity corporationにあたる。各国の現行制度での都市自治体の位置づけはそれぞれ異なる。

## ヨーロッパ史
都市自治体を意味する英語のmunicipal corporationやcity corporationは、直訳すると自治会社あるいは都市会社となる。自治都市は株式会社に似た仕組みをもっており、市民は株主、市長は社長のような役割を果たしていた。中世の都市自治体では税金を納める富裕層にのみ市民権があり、建て前では直接民主制がとられていたことから、現代の都市自治体よりも株式会社に近いものだった。これらの都市では市民が領主との抗争の末に、市民が自治の特権を勝ち取り領主と契約を結んだが、全市民を当事者とすることは不可能であり、市長が変わっても契約の効力を維持できるよう法人という制度を採用するようになった。
都市自治体は中世都市の終局形態ともいわれており、永続性、条例制定権、訴訟権、土地所有権、共同の印章使用などが確立された。
なお、イギリスでは1882年都市自治体法 (英: Municipal Corporations Act) (英語版)が制定されている。

## 各国の都市自治体

### カナダ
カナダの地方政府は入植者によって形成された町から発展した都市自治体とそれ以外のエリアを管轄する広域自治体とに分けられる。通常、都市自治体は、人口規模に応じて、市（city）、町（town）、村（village）の名称を用いている。なお、広域自治体は都市自治体の管轄していない地域を管轄しているが、一部地域では都市自治体の上層組織となっており広域自治体の議会に都市自治体の代表が加わっている地域もある。

### インド
インドでは都市自治体と農村自治体に分けられている。都市自治体には特別市や一般市などがある（インドの制度に関してはMunicipal authorityが都市自治体、Municipal corporationが特別市、Municipalityが一般市と訳されている）。